# Сухарева, Ольга Михайловна
Ольга Михайловна Сухарева (род. 15 марта 1963, Оренбург) — советская и российская шахматистка, международный мастер (2014), гроссмейстер ИКЧФ (2006).
Выпускница Оренбургского политехнического института. По специальности — инженер-механик.
Многократная чемпионка Оренбургской области.
Победительница юниорского чемпионата ЦС ДСО «Спартак» (1979 г.).
Добилась значительных успехов в игре по переписке.
Победительница 7-го (2002—2006 гг.) и 8-го (2007—2010 гг.) женских чемпионатов мира по переписке.
В составе сборной России победительница 9-й женской заочной олимпиады (2011—2014 гг.).
Занимается тренерской работой.
Замужем. Двое детей.

## Изменения рейтинга
| Графики недоступны из-за технических проблем. См. информацию на Фабрикаторе и на mediawiki.org. |